# Mercedes-Benz Econic
El Mercedes-Benz Econic es un camión fabricado por Mercedes-Benz. Se utiliza normalmente para la recolección de residuos, incendios, casos de emergencia y servicios de tierra del aeropuerto.
Está disponible en pesos, de 18 de T y T-26 y es accionado por un motor de 6 cilindros en línea con turbo e intercooler. Está diseñado con características especiales tales como piso bajo, baja altura total, caja de cambios automática y un motor de gas natural (GNC) para su adaptación a todas las tareas antes mencionadas. La diezmilésima unidad de Econic fue fabricada en febrero de 2011. 
Mercedes-Benz presentó en la IAA Nutzfahrzeuge 2008 en Hannover, un estudio de concepto de híbrido llamado Econic NGT, funcionando a gas natural e híbrido combinado. Según cálculos del fabricante, se ahorra hasta el 60 por ciento en los costos de combustible en comparación con el diésel convencional.[cita requerida]

## Producción

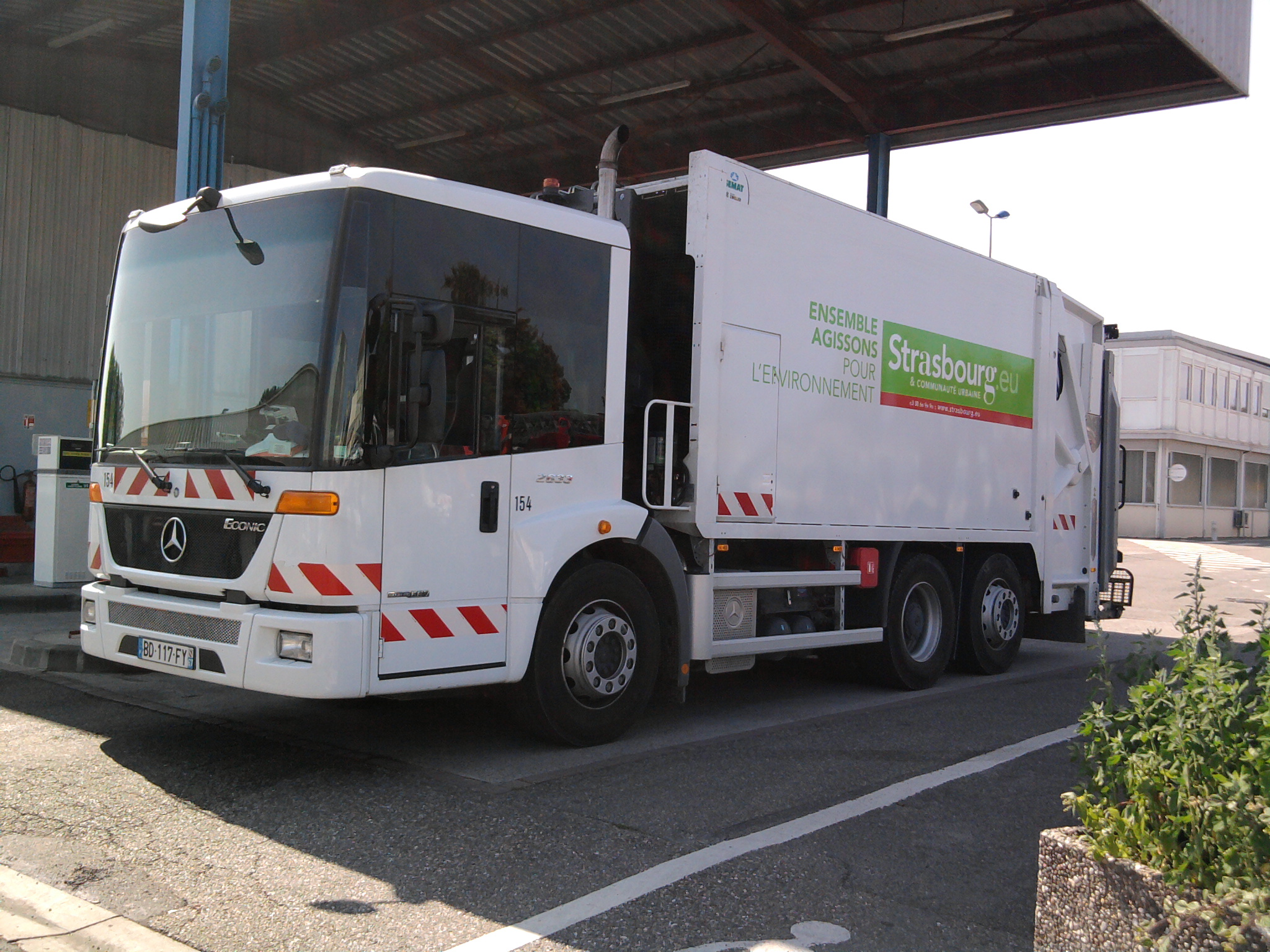
Camión Mercedes-Benz Econic de recogida de desechos

Producido en la factoría de Wörth, Alemania, cuenta con un sistema de gestión medioambiental controlado periódicamente por auditores externos y homologado por satisfacer todas las exigencias de las dos normas EMAS e ISO 14001.

## Cabina
La cabina fue desarrollada por la empresa holandesa Duvedec.
Grande, confortable y de piso bajo. Así puede describirse la cabina del Econic. El «Space-Cage» de aluminio del Econic está disponible en dos versiones de diferente altura.
En la cabina de techo normal (de serie), los ocupantes disponen de espacio suficiente, por ejemplo, para permanecer en pie mientras se cambian de ropa.

## Versiones
Las versiones 4x2 se presentan en tres variantes: 1824 LL y 1829 LL (suspensión neumática integral), 1828 NGT (tecnología de gas natural) y 1833 LL (suspensión neumática integral).
Las 6x4 en dos versiones: 2629 LL (suspensión neumática en el eje delantero y los ejes traseros) y 2633 LL (suspensión neumática en el eje delantero y los ejes traseros).
Las 6x2/4 VLA 2629 LL (suspensión neumática en el eje delantero y los ejes traseros) y 2633 LL (suspensión neumática en el eje delantero y los ejes traseros).